# Нефазодон
Нефазодон (англ. Nefazodone), випускався під торговими марками «Серзон», «Дутонін», «Нефадар» — атиповий антидепресант, який використовується для лікування депресії та при інших показах. Нефазодон все ще доступний у США, але в більшості країн його було вилучено через рідкісну токсичність для печінки. Нефазодон застосовують перорально.
Серед побічних ефектів нефазодону — сухість у роті, сонливість, нудота, запаморочення, розмитість зору, загальна слабкість, сплутаність свідомості та ортостатична гіпотензія. Зрідка нефазодон може спричинити серйозне ураження печінки з частотою смерті або трансплантації печінки приблизно 1 випадок на кожні 250—300 тисяч пацієнто-років. Нефазодон є похідним фенілпіперазину, і споріднений тразодону. Він був описаний як антагоніст серотоніну та інгібітор зворотного захоплення серотоніну завдяки своїй комбінованій дії як сильного антагоніста серотонінових 5-HT2A- та 5-HT2C-рецепторів і слабкого інгібітора зворотного захоплення серотоніну-норадреналіну-дофаміну.
Нефазодон був представлений для медичного використання в 1994 році. Дженерики препарату з'явились у 2003 році. Випадки серйозних уражень печінки при застосуванні нефазодону вперше були зареєстровані в 1998 році, і він був вилучений з обігу в більшості країн у 2004 році. Однак, станом на 2023 рік, препарат доступний у США у вигляді дженериків від одного виробника, «Teva Pharmaceuticals», і виробляється в Ізраїлі.

## Медичне застосування
Нефазодон використовується для лікування великого депресивного розладу, агресивної поведінки, тривожності та панічного розладу.

### Доступні форми випуску
Нефазодон доступний у вигляді таблеток по 50, 100, 150, 200 і 250 мг для прийому всередину.

## Протипоказання
Протипоказаннями до застосування нефазодону є одночасне застосування терфенадину, астемізолу, цизаприду, пімозиду або карбамазепіну. Нефазодон протипоказаний пацієнтам, які припинили прийом препарату через очевидне ураження печінки, а також тим, у кого виявлена гіперчутливість до препарату, його неактивних інгредієнтів або інших фенілпіперазинових антидепресантів. Крім того, слід уникати одночасного застосування триазоламу та нефазодону всім пацієнтам, у тому числі людям похилого віку, оскільки це спричиняє значне підвищення рівня триазоламу в плазмі крові, а не всі комерційно доступні лікарські форми триазоламу дозволяють достатнє зниження дози. При одночасному застосуванні рекомендовано зниження початкової дози триазоламу на 75 %.

## Побічні ефекти
Поширеними та легкими побічними ефектами нефазодону, про які повідомлялося в клінічних дослідженнях частіше, ніж плацебо, включають сухість у роті (25 %), сонливість (25 %), нудоту (22 %), запаморочення (17 %), затуманення зору (16 %), загальна слабкість (11 %), сплутаність свідомості (7 %) та ортостатичну гіпотензію (5 %). Рідкісними та серйозними побічними реакції можуть включати алергічні реакції, непритомність, хворобливу/тривалу ерекцію та жовтяницю Нефазодон особливо не асоціюється з підвищенням апетиту та збільшенням ваги. Він також відомий тим, що має низький рівень сексуальних побічних ефектів у порівнянні з селективними інгібіторами зворотного захоплення серотоніну.
Нефазодон може спричинити серйозне пошкодження печінки, що може призвести до необхідності трансплантації печінки або до смерті. Випадки тяжкого ураження печінки становлять приблизно 1 раз на кожні 250—300 тисяч пацієнто-років. До того часу, як нефазодоно почали вилучати з ринку в 2003 році, препарат був пов'язаний з принаймні 53 випадками ураження печінки (з яких 11 призвели до смерті) у США, і 51 випадком токсичності печінки (з яких 2 призвели до трансплантації) в Канаді. У 2002 році в канадському дослідженні були зазначені 32 випадки, і бази даних, подібні до тих, що використовувалися в дослідженні, мали тенденцію включати лише невелику частку підозрюваних реакцій на препарат.
Протоколи лікування передбачають проведення скринінгу на наявні захворювання печінки перед початком лікування нефазодоном, а особам із наявним захворюванням печінки не слід призначати нефазодон. Якщо рівні АСТ або АЛТ у сироватці крові більш ніж у 3 рази перевищують верхню межу норми, лікування слід остаточно припинити. Печінкові проби слід проводити кожні 6 місяців, і нефазодон не повинен бути препаратом першої лінії.

## Взаємодії
Нефазодон є потужним інгібітором CYP3A4, і може несприятливо взаємодіяти з багатьма ліками, які часто застосовуються, що метаболізуються CYP3A4.

## Фармакологія

### Фармакодинаміка
Нефазодон переважно діє як потужний антагоніст серотонінового 5-HT2A-рецептора та меншою мірою серотонінового 5-HT2C-рецептора. Він також має високу спорідненість з α1-адренорецептором і серотоніновим 5-HT1A-рецептором, і відносно нижчу спорідненість з α2-адренорецептором і дофаміновим D2-рецептором. Нефазодон також має низьку, але значну спорідненість до транспортерів серотоніну, норадреналіну та дофаміну, і тому діє як слабкий інгібітор зворотного захоплення серотоніну-норадреналіну-дофаміну. Він має низьку, але потенційно значну спорідненість до рецептора гістаміну Н1, антагоністом якого він є, і, отже, нефазодон може мати певну антигістамінну активність. Нефазодон має незначну активність щодо мускаринових ацетилхолінових рецепторів, і відповідно, не має антихолінергічної дії.

### Фармакокінетика
Біодоступність нефазодону низька і варіює, становить приблизно 20 %. Зв'язування препарату з білками плазми становить приблизно 99 %, але зв'язується нефазодон з білками нещільно. Нефазодон метаболізується в печінці, при цьому основним залученим до метаболізму ферментом є CYP3A4. Препарат має принаймні 4 активні метаболіти, зокрема гідроксинефазодон, пара-гідроксинефазодон, триазолдіон і мета-хлорфенілпіперазин. Нефазодон має короткий період напіввиведення, приблизно від 2 до 4 годин. Його метаболіт гідроксинефазодон так само має період напіввиведення приблизно від 1,5 до 4 годин, тоді як період напіввиведення триазолдіону та мета-хлорфенілпіперазину довший — приблизно 18 годин і 4—8 годин відповідно. Завдяки довгому періоду напіввиведення триазолдіон є основним метаболітом, і переважає в кровообігу під час лікування нефазодоном, з рівнями в плазмі крові, які в 4—10 разів перевищують рівні самого нефазодону. Навпаки, рівні гідроксинефазодону становлять приблизно 40 % від рівня нефазодону в рівноважному стані. Рівні мета-хлорфенілпіперазину в плазмі дуже низькі й становлять приблизно 7 % від рівня нефазодону; отже, він є лише другорядним метаболітом. Вважається, що мета-хлорфенілпіперазин утворюється з нефазодону за участю CYP2D6.
Співвідношення концентрації мета-хлорфенілпіперазину в мозку до нефазодону становить 47:1 у мишей і 10:1 у щурів, що свідчить про те, що його вплив на мозок може бути набагато вищим, ніж у плазмі. І навпаки, рівень гідроксинефазодону в мозку становить 10 % від рівня в плазмі щурів. Таким чином, незважаючи на його відносно низькі концентрації в плазмі, вплив мета-хлорфенілпіперазину на мозок може бути значним, тоді як вплив гідроксинефазодону може бути мінімальним.

## Хімічні властивості
Нефазодон за хімічною структурою є похідним фенілпіперазину, і є альфа-феноксильним похідним етоперидону, який, у свою чергу, є похідним тразодону.

## Історія
Нефазодон був відкритий вченими з компанії «Bristol-Myers Squibb», які прагнули покращити тразодон, зменшивши його седативну дію. У 1994 році компанія «Bristol-Myers Squibb» отримала схвалення на продаж нефазодону в усьому світі, включаючи США та Європу. Він продавався у США під торговою маркою «Серзон», і в Європі під торговою маркою «Дутонін».
Перші повідомлення про серйозну печінкову токсичність нефазодону були опубліковані в 1998 і 1999 роках. За ними швидко були зареєстровані багато інших випадків печінкової токсичності.
У 2002 році FDA зобов'язало компанію «Bristol-Myers Squibb» додати на етикетку препарату обрамлене застереження з попередженням про потенційну смертельну токсичність для печінки. Світові продажі препарату в 2002 році склали 409 мільйонів доларів.
У 2003 році правозахисна організація «Public Citizen» подала громадянську петицію з проханням відкликати FDA дозвіл на продаж нефазодону в США, а на початку 2004 року організація подала до суду на FDA, намагаючись змусити вилучити препарат з обігу. FDA дало відповідь на петицію в червні 2004 року, та подало клопотання про вилучення препарату з обігу, а «Public Citizen» відкликало позов.
У 2003 році продажі нефазодону становили близько 100 мільйонів доларів. На той час він також продавався під іншими торговими марками «Серзоніл», «Нефадар» і «Руліван». Дженерики препарату були представлені в США в 2003 році, і того ж року міністерство охорони здоров'я Канади відкликало дозвіл на продаж нефазодону.
У квітні 2004 року компанія «Bristol-Myers Squibb» повідомила, що збирається припинити продаж фірмового препарату нефазодону «Серзон» у США в червні 2004 року, і повідомила, що це сталося через падіння продажів, на той час дженерики препарату вже були доступні в США. На той час компанія вже вилучила препарат з ринку Європи, Австралії, Нової Зеландії та Канади.
У серпні 2020 року компанія «Teva Pharmaceuticals» оголосила про дефіцит нефазодону через брак сировини. 20 грудня 2021 року нефазодон знову став доступним у всіх дозах.

## Суспільство і культура

### Торгові марки
Нефазодон продається під багатьма торговими марками, включаючи «Дутонін» (Австрія, Іспанія, Ірландія, Велика Британія), «Менфазона» (Іспанія), «Нефадар» (Швейцарія, Німеччина, Норвегія, Швеція), «Нефазодон BMS» (Австрія), «Нефазодону гідрохлорид Тева» (США), «Ресерил» (Італія), «Руліван» (Іспанія) і «Серзон» (Австралія, Канада, США).

## Дослідження
Нефазодон розроблявся для лікування панічного розладу, та досяг ІІІ фази клінічних досліджень для цього показання, але дослідження було припинено в 2004 році. Вивчалося застосування нефазодону для профілактики мігрені через його антагонізм щодо серотонінових 5-HT2A- та 5-HT2C-рецепторів.